# Sint-Lodewijkscollege (Brugge)
Het Sint-Lodewijkscollege is een katholieke school voor algemeen secundair onderwijs (aso) in Brugge. Het telde in 2000 en volgende jaren tussen 1300 en 1500 leerlingen.
De archieven van het Sint-Lodewijkscollege worden bewaard in het stadsarchief van Brugge.

## Geschiedenis
Voor het begin van de geschiedenis van het Sint-Lodewijkscollege moet men terug naar de beginjaren van de Belgische onafhankelijkheid. Met het oprichten van de nieuwe staat bestond opnieuw de vrijheid om confessioneel onderwijs in te richten. Het einde van de Oostenrijkse periode, het Franse bewind en het  bestuur tijdens het Verenigd Koninkrijk der Nederlanden waren gaandeweg nefast gebleken voor het middelbaar onderwijs van christelijke signatuur. Het bewind tijdens het Verenigd Koninkrijk der Nederlanden had voor een quasi-vacuüm gezorgd met het atheneum als enige middelbare school in Brugge.
De Bruggelingen hadden na de Franse periode nochtans verschillende pogingen ondernomen om in samenspraak met het stadsbestuur een college op te richten dat onder toezicht zou staan van de bisschop van Gent en de burgemeester van Brugge (met het Concordaat van 1801 waren de bisdommen Brugge en Ieper afgeschaft en opgenomen bij het bisdom Gent). Priester François-René Boussen, secretaris van de Gentse bisschop, had de gesprekken met de Bruggelingen aandachtig gevolgd.
Wanneer na 1830 duidelijk werd dat de Belgische staat garant zou staan voor godsdienstvrijheid, werd de kaart van de bisdommen hertekend. De Gentse bisschop kende een belangrijke rol toe aan zijn secretaris Boussen. Vanaf 1832 werd hij hulpbisschop, in afwachting dat het bisdom Brugge in 1834 opnieuw zou worden opgericht. Dankzij zijn functie als secretaris was hij goed op de hoogte van de verzuchtingen van de bevolking inzake onderwijs en begon, nog voor hij hulpbisschop werd, met het tekenen en uitvoeren van een stichtingenplan.

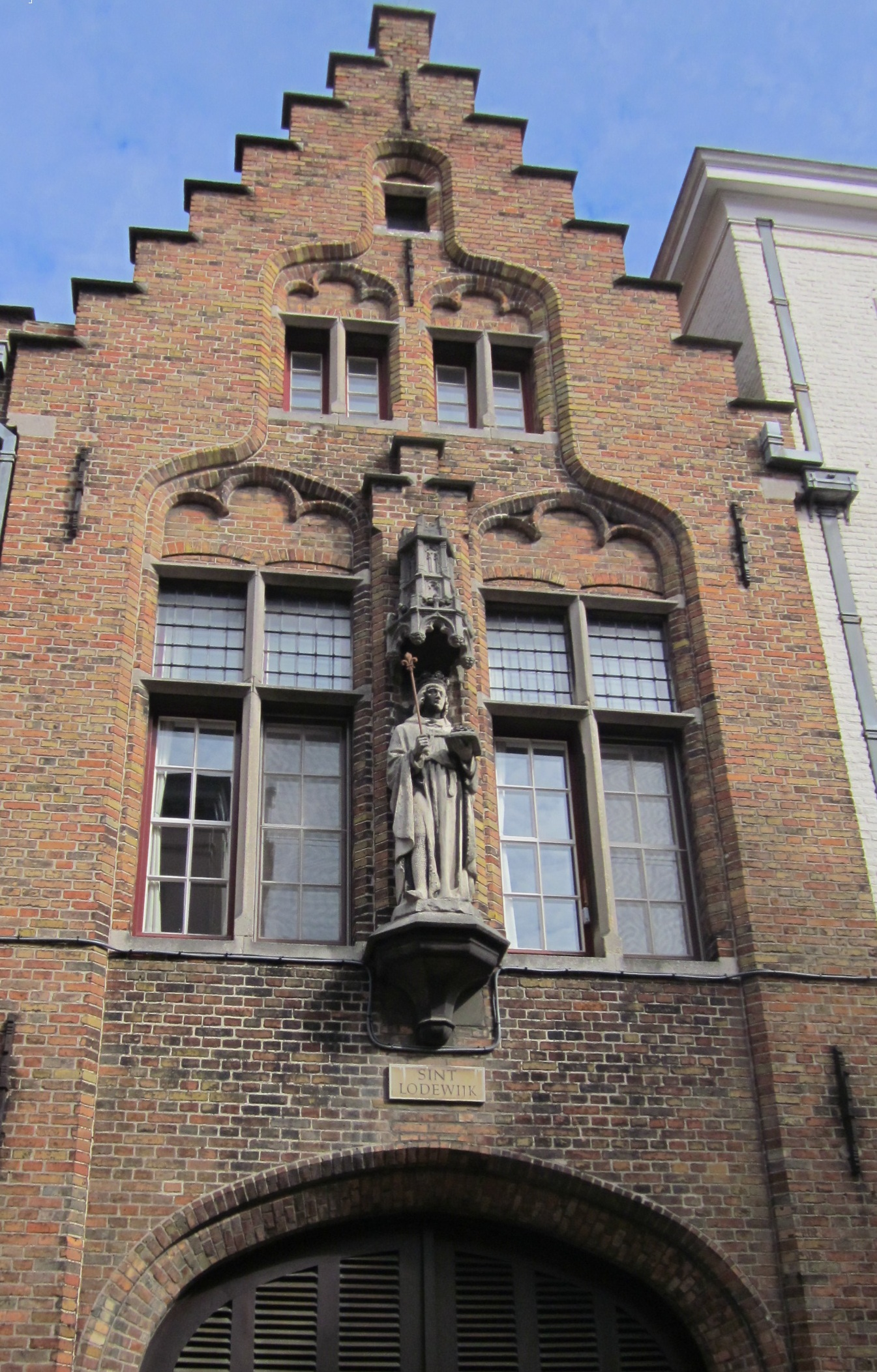
Een van de ingangen van het college, langs de Dweersstraat

Boussen nam tijdelijk zijn intrek (1832-1834) in de leegstaande gebouwen van de Duinenabdij die onder de Fransen was afgeschaft (nu het Grootseminarie). Vanaf 1831 stichtte hij in heel wat West-Vlaamse steden middelbare scholen voor jongens, die men de naam bisschoppelijk college gaf (Veurne: 1831, Poperinge: 1832, Menen: 1832, Kortrijk: 1833, Ieper: 1834, Brugge: 1834, Tielt: 1839, etc.). 9 oktober 1834 was de dies natalis van het Brugse Sint-Lodewijkscollege, dat de gebouwen van de Duinenabdij deelde met het Grootseminarie. Op die dag had om 9 uur een eucharistieviering plaats, in aanwezigheid van de 24 leerlingen die het college toen telde. Dat aantal steeg tegen het einde van het schooljaar naar 89, een groot aantal, wetende dat gedurende het eerste schooljaar slechts de kleine en de grote figuur werden georganiseerd (het 1ste en 2de middelbaar van vandaag), en dat slechts een klein deel van de jongeren de middelbare studies op een college aanvatte.
Het college bleef groeien en vestigde zich in de Noordzandstraat op de plaats waar na 1970 het Zilverpandcomplex werd gebouwd. Het eerste gebouw dat het college aankocht was een huis dat op de hoek van de Noordzandstraat en de Dweersstraat stond. In de loop van de jaren werden een aantal aanliggende panden gekocht zodat het college verder kon groeien.
Tijdens het mandaat van directeur Joseph Cordy werd vanaf 1 januari 1959 de titel van het schoolhoofd gewijzigd van principaal in directeur. Onder directeur Roger Lesage kreeg de school te kampen met de Mei 68-beweging, die bij de directie onrust wekte.

### Naar Sint-Andries
In de jaren 1950 en 60 nam de bevolking toe in de rand van Brugge en stelde men vast dat het staatsonderwijs zich juist op deze plaatsen ging vestigen. Het Sint-Lodewijkscollege kampte met een dalend leerlingenaantal en huisde in verouderde gebouwen. Onder directeur Lesage werd beslist om een nieuw gebouw op te trekken in Sint-Andries. Op 17 maart 1970 begonnen de werkzaamheden en op 3 september 1972 werden de eerste lessen er gegeven. Het college in zijn huidige vorm, met refter en sportcomplex, werd in 1985 voltooid.
In oktober 2009 werden de bouwwerken binnen het Sint-Lodewijkscollege aangevat voor een nieuwe polyvalente vleugel. Deze omvat onder meer een theater- en concertzaal met 400 zitplaatsen, een bibliotheek, een open leercentrum en een aantal kantoren. Het gebouw werd ingehuldigd in het voorjaar van 2013.
Sinds het schooljaar 2007-2008 is het college een van de negen Vlaamse scholen die deelnemen aan een project rond meertalig onderwijs. De school was al langer actief in meerdere internationale uitwisselingsprojecten, waaronder Europese Comeniusprojecten en uitwisselingen met Rusland en landen uit de derde wereld.
Het internaat gevoegd bij het college, genaamd Palestrae, heeft twee vestigingen, in het studentenhuis Hauwersstraat Brugge en sinds 2021 bij het college zelf in Sint-Andries.

## Samenwerking en integratie
Het schoolbestuur van de vzw Sint-Lodewijk Brugge, dat uit vijftien personen bestaat, bestuurt in totaal 13 scholen: zeven lagere en vijf middelbare:
- zeven basisscholen van het Sint-Lodewijkscollege, waaronder de school voor bijzonder onderwijs Noordveld,
- het Vrij Handels- en Sportinstituut (VHSI),
- Immaculata-instituut,
- Onze-Lieve-Vrouw Hemelvaart,
- Busoschool Ravelijn en
- Sint-Lodewijkscollege.

Het Sint-Lodewijkscollege behoort anderzijds tot de vzw Scholengemeenschap Sint-Donaas, die een aantal middelbare scholen groepeert, waarbij de directeur van het Sint-Lodewijkscollege, Koen Seynaeve, optreedt als coördinerend directeur:
- Abdijschool van Zevenkerken, Sint-Andries,
- Bakkerij- Slagerij- en Hotelschool, Sint-Michiels,
- Immaculata-instituut, Sint-Michiels,
- Onze-Lieve-Vrouw-Hemelvaart-instituut, Sint-Andries,
- Sint-Franciscus-Xaveriusinstituut, Brugge,
- Sint-Jozefinstituut Handel en Toerisme, Brugge,
- Sint-Jozef Humaniora, Brugge,
- Middenschool Sint-Pieter, Oostkamp,
- Technisch Instituut Heilige-Familie, Brugge,
- Vrij Handels- en Sportinstituut, Sint-Michiels,
- HBOV Sint-Jan - Sint Jozef, Sint-Michiels,
- BuSO Ravelijn, Sint-Michiels,
- Sint-Lodewijkscollege, Sint-Andries.

## De directeurs
De directeurs van het Sint-Lodewijkscollege droegen tot 1959 de naam 'principaal', daarna 'directeur' of 'algemeen directeur'. Het waren:
- priester Eduard Delva  (1807-1892) (van 1845 tot 1847)
- priester Franciscus Brel (1807-1848) (van 1847 tot 1848)
- priester Jean Delrue (1816-1898) (van 1848 tot 1851)
- priester Henri Durieu (1807-1855) (van 1851 tot 1854)
- priester Emiel Minne (1827-1879) (van 1854 tot 1878), kanunnik
- priester Alphonse De Leyn (1838-1902) (van 1878 tot 1883), kanunnik
- priester Henri Rommel (1847-1915) (van 1883 tot 1896), kanunnik
- priester Richard Vervaeke (1858-1941) (van 1896 tot 1909), kanunnik
- priester Dorsan Reynaert (1873-1956) (van 1909 tot 1925), kanunnik
- priester Serafijn Naert (1883-1957) (van 1925 tot 1936), kanunnik
- priester Jozef Dochy (1909-1959) (van 1936 tot 1947), kanunnik
- priester Laurent Van Iseghem (1910-1991) (van 1947 tot 1957)
- priester Jozef Cordy (1913-1989) (van 1957 tot 1959)
- priester Roger Lesage (1921-1999) (van 1959 tot 1973), kanunnik
- priester Gabriël Buyse (1934-2024) (van 1973 tot 1988)
- priester Koen Seynaeve (1951- ) (van 1988 tot 2021)
- dr. Bert Vandenberghe (1975- ) (van 2021)

## Oud-leerlingen

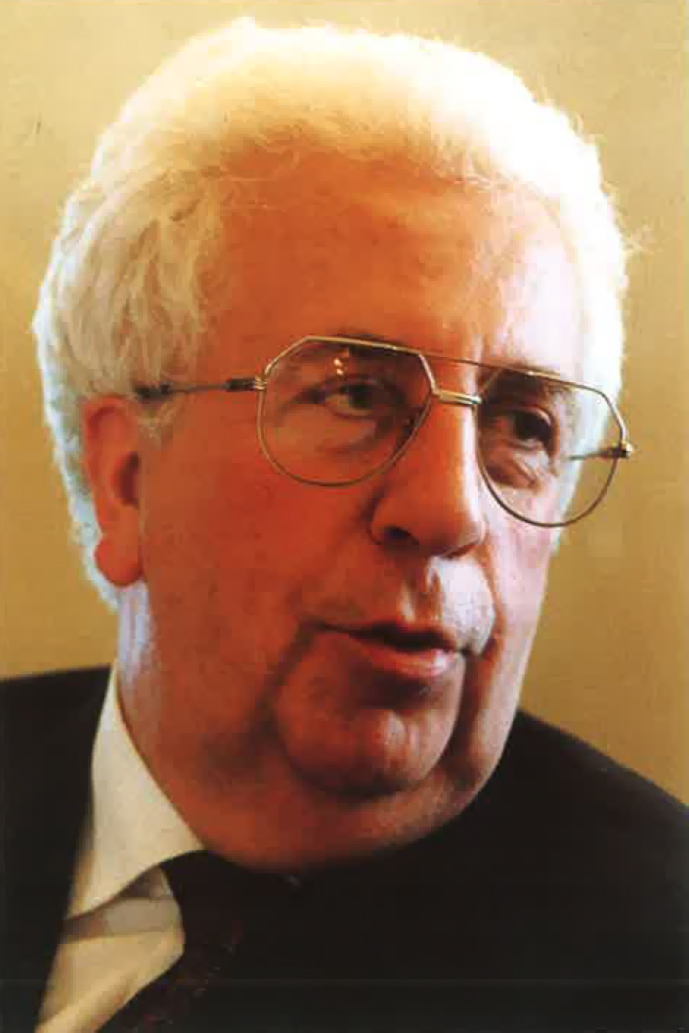
Monseigneur Guido Maertens, oud-leerling van het Sint-Lodewijkscollege

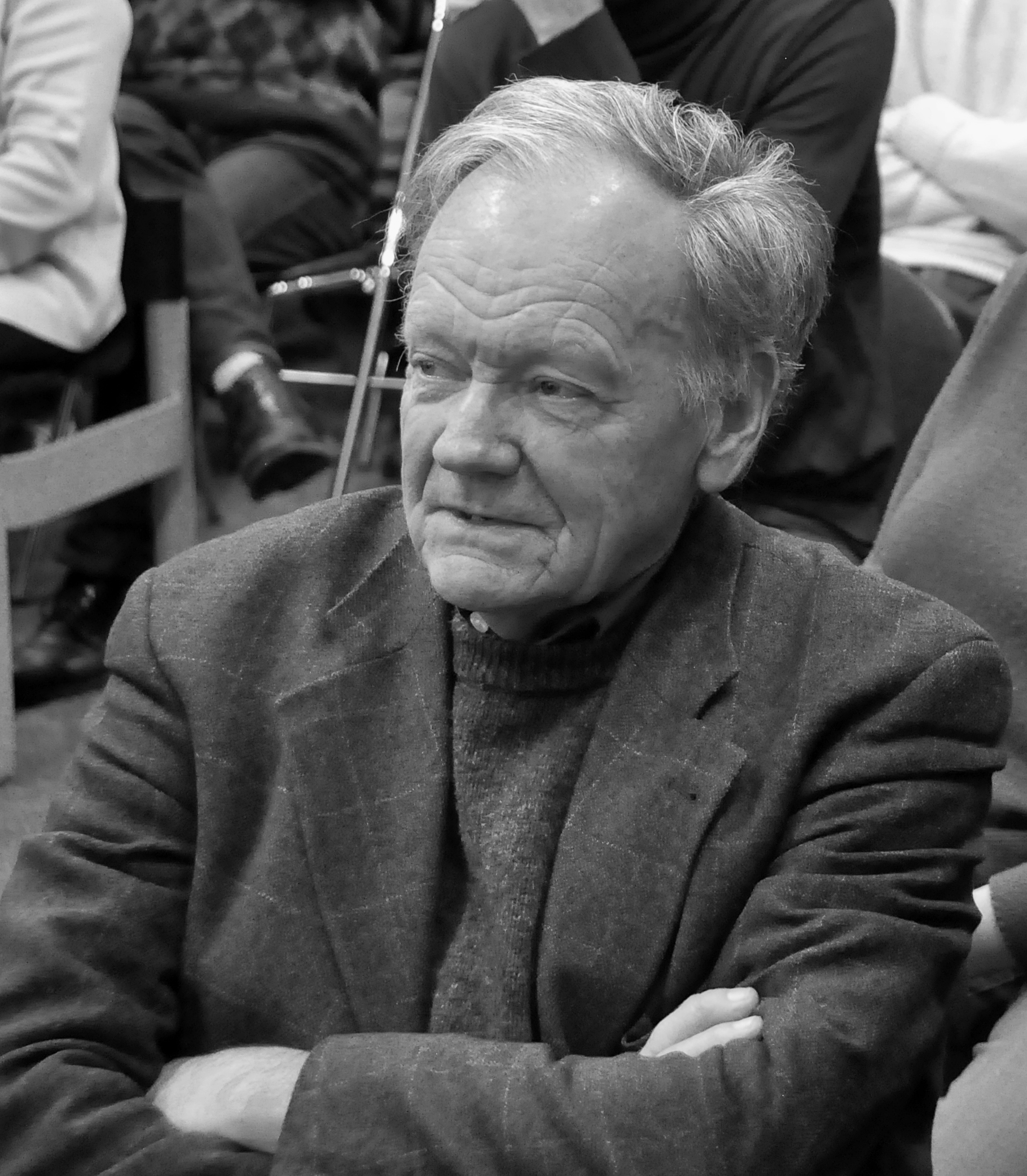
Luc Devliegher

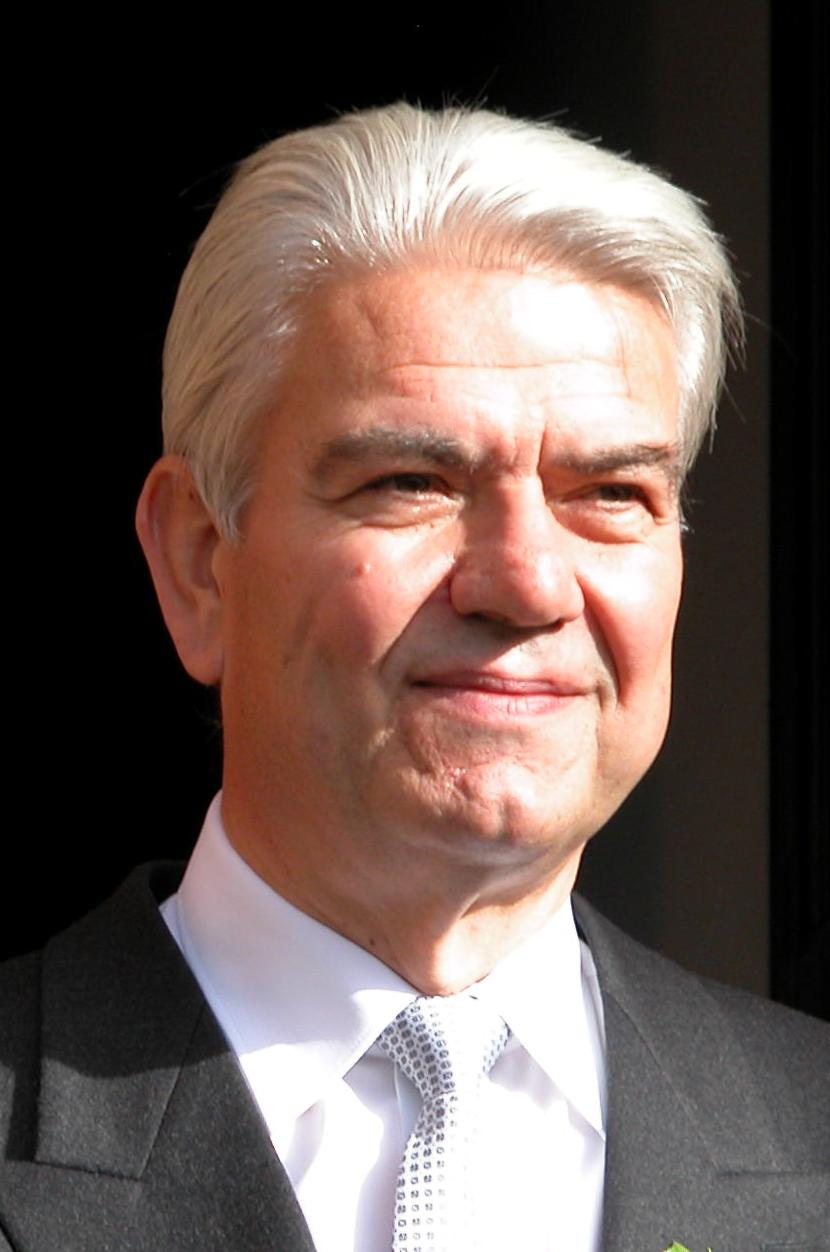
Advocaat Pieter Huys

- Pieter Busschaert
- Edmond Houtave
- Guido Maertens
- Georges Stalpaert
- Hubert Peeters
- Laurent Waelkens
- Etienne Vermeersch
- Jean-Pierre Van Rossem
- Luc Devliegher
- Walter de Smaele
- Raphaël de la Kethulle de Ryhove
- Michiel English
- Joseph Marechal
- Dominique Marechal
- Egied Strubbe
- Marc Ryckaert
- Ludo Valcke
- Romain Van Eenoo
- Albert Lacquet
- Albert van Zuylen van Nyevelt
- Albert Visart de Bocarmé
- Noël Geirnaert
- Pierre Vandamme
- Johan Duijck
- Robrecht Stock
- Lodewijk Van Haecke
- Victor Van Hoestenberghe
- Maurice Geûens
- Pieter Leys
- Fernand Vandamme
- Robert Ancot
- Leopold De Schepper
- Guido Van In
- Johan Weyts
- Ralf Micholt
- Mark Van de Voorde
- Pieter Huys
- Robrecht Dewitte
- Patrick Peire
- Joseph Ryelandt
- Joseph Axters
- Stephanus Gerard Axters
- Wim Lybaert
- Benjamin Dalle
- Anne Baaths
- Charles De Ketelaere
- Thibault Vlietinck
- Cisse Sandra
- Jur Schryvers
- Pieter Coolman
- Lukas Van Eenoo